# Frederico d'Ávila
Frederico Braun d'Ávila (São Paulo, 2 de novembro de 1977) é um agricultor e político brasileiro, filiado ao Partido Liberal (PL).  Nas eleições de 2018, foi eleito deputado estadual por São Paulo.

## Biografia
Produtor rural na região do Sudoeste Paulista, Frederico d'Ávila descende, por parte de pai, de Garcia d'Ávila, administrador colonial português que, no Brasil do século XVII, foi dono de uma das maiores extensões de terra da história, possuindo, por conseguinte, ascendência luso-indígena.
Pela parte materna, Frederico d'Avila possui ascendência austríaca e húngara. No escopo geopolítico internacional, Frederico apoia causas conservadoras e o Estado de Israel, tendo engajado-se em muitas discussões contra críticos do governo israelense. É irmão do também político Luiz Felipe d'Avila, candidato a Presidente da República pelo Partido Novo.
Frederico concentra sua atuação política na agropecuária, tendo ocupado diversos cargos em entidades de classe do setor, muito antes de candidatar-se a deputado estadual em 2018. Entre 2011 e 2013, foi assessor especial de Geraldo Alckmin no governo de São Paulo; entre 2017 e 2020, foi Conselheiro e Diretor da Sociedade Rural Brasileira (SRB) entre 2017 e 2020; e entre 2019 e 2020, foi Vice-Presidente da Aprosoja São Paulo. 
Tentou eleger-se deputado federal nas eleições de 2022, mas não obteve êxito, apesar de ter conquistado 46.974 votos, quase o dobro obtido nas eleições de 2018, ficando como 5º suplente na chapa de deputados federais do Partido Liberal.

## Atuação Legislativa
Em setembro de 2021, o governo de São Paulo sancionou o projeto de lei 1.099/2019 de autoria do deputado estadual Frederico d'Avila, que transforma o primeiro dia do mês de julho na data celebrativa do Dia do Policial Militar da Cavalaria. Com a sanção, o projeto de Frederico d'Avila tornou-se a Lei 17.400/21, válida para todo o Estado de São Paulo.
Em 07 de janeiro deste mesmo ano, Frederico d'Avila organizou, junto de diversas outras lideranças do agronegócio paulista, os Tratoraços que foram realizados em centenas de municípios do interior paulista  , a fim de impedir os aumentos de ICMS para insumos agrícolas, alimentos da cesta básica, medicamentos genéricos, energia elétrica e diversos outros itens. No dia anterior aos "Tratoraços", o Governador João Doria anunciou o cancelamento destes aumentos no ICMS.
Frederico também logrou enviar para a apreciação do Governo Estadual outro projeto de lei, de numeração 38/2020, que busca implementar em toda a rede pública do ensino estadual um prato diário, e obrigatório, de arroz e feijão para os alunos. Porém, após ter sido aprovado por unanimidade na Assembleia Legislativa de São Paulo (Alesp) em dezembro de 2020, foi vetado pelo governador João Doria (PSDB).
Em 2019, no início do seu mandato, Frederico d'Avila teve papel de destaque na aprovação do Projeto de Lei 558/2018 (transformado na Lei n° 17.295/2020), que garante o controle e manejo de "espécies exóticas invasoras" no Estado de São Paulo, especialmente os javalis e javaporcos. 

## Controvérsias

### Homenagem para Pinochet
No dia 20 de Novembro de 2019, apresentou à Alesp projeto para homenagear o ditador Augusto Pinochet, que governou o Chile. Um dia depois da publicação da notícia pelo G1, o presidente da ALESP, Cauê Macris (PSDB), assinou ato da presidência impedindo a homenagem que seria realizada em 10 de dezembro de 2019.

### Atritos com Mônica Seixas
Em março de 2021 foi condenado a pagar R$ 8 mil de indenização por danos morais ao Partido Socialismo e Liberdade (PSOL) por postar uma imagem no Instagram sobre uma discussão com a deputada estadual Mônica Seixas (PSOL-SP) e dizer que o partido tem ligações com “narcotráfico internacional”.

### Críticas à Igreja Católica
Em 12 de outubro de 2021, dia de Nossa Senhora Aparecida, Dom Orlando Brandes, arcebispo de Aparecida, disse em sermão que "pátria amada não pode ser pátria armada" e fez críticas à corrupção, miséria e as fake news. Após o sermão do arcebispo, Frederico fez duras críticas à Igreja Católica na tribuna da ALESP. Em seu discurso, D'Avila criticou o arcebispo Orlando Brandes, a Conferência Nacional dos Bispos do Brasil (CNBB) e o Papa Francisco:

Seu safado da CNBB dando recadinho para o presidente Bolsonaro, para a população brasileira, que pátria amada não é pátria armada. Pátria amada é a pátria que não se submete a essa gentalha. (…) Seu vagabundo, safado, que se submete a esse papa vagabundo também. A última coisa que vocês tomam conta é do espírito, do bem-estar e do conforto da alma das pessoas. Você acha que é quem para ficar usando a batina e o altar para ficar fazendo proselitismo político? Seus pedófilos safados, a CNBB é um câncer que precisa ser extirpado do Brasil.
O deputado retratou-se logo a seguir. A CNBB e o próprio bispo Orlando Brandes ingressaram com queixas-crime contra Frederico d'Avila, no entanto, ambas foram rejeitadas pelo Órgão Especial do Tribunal de Justiça de São Paulo.  A votação no plenário da Assembleia Legislativa, que decidiria sobre a suspensão do seu mandato por 90 dias, foi adiada seis vezes, devido à falta de quórum para a realização da votação. 
Em Novembro de 2022, o Deputado Frederico d'Avila visitou o Papa Francisco no Vaticano, e pediu o seu perdão. Segurando sua mão, o Papa o perdoou. A cena foi veiculada pelo programa RedeTV! News, na edição de 06/12/2022.
Na entrevista para o programa, Frederico d'Avila afirmou que optou por visitar o Papa somente após o término das eleições brasileiras, para que não acusassem-no de "usar a visita para fins eleitorais". O deputado também reiterou que, devido à uma experiência de quase morte no dia anterior ao seu discurso na Alesp, quando sofreu um assalto em frente à sua esposa e filhos , acabou passando dos limites ao responder a crítica do bispo Dom Orlando Brandes ao armamento civil.

O Ministro Nunes Marques, do Supremo Tribunal Federal, proferiu respectivamente duas decisões, em 21 de Novembro de 2023  e 27 de Agosto de 2024  negando provimento dos recursos impetrados pela CNBB e Dom Orlando Brandes, confirmando decisão do TJ-SP, que o deputado estava investido da sua imunidade parlamentar, garantida pelo art. 53 da Constituição Federal. 